# Anul nou islamic
Anul nou islamic sau Hijri este un eveniment cultural prin care musulmanii sărbătoresc prima zi din Muharram, prima lună din calendarul Islamic. Mulți musulmani comemorează în aceasta zi Hajira sau migrația lui Mahomed în orașul Medina. 
Raʼs as-Sanah al-Hijrīyah (în arabă: رأس السنة ) este celebrarea anului Hijri.
Datele Anului nou islamic
- 1410 AH: 2 august 1989
- 1411 AH: 23 iulie 1990
- 1412 AH: 12 iulie 1991
- 1413 AH: 1 iulie 1992
- 1414 AH: 20 iunie 1993
- 1415 AH: 10 iunie 1994
- 1416 AH: 30 mai 1995
- 1417 AH: 19 mai 1996
- 1418 AH: 8 mai 1997
- 1419 AH: 28 aprilie 1998
- 1420 AH: 17 aprilie 1999
- 1421 AH: 5 aprilie 2000
- 1422 AH: 26 martie 2001
- 1423 AH: 15 martie 2002
- 1424 AH: 4 martie 2003
- 1425 AH: 22 februarie 2004
- 1426 AH: 10 februarie 2005
- 1427 AH: 31 ianuarie 2006
- 1428 AH: 20 ianuarie 2007
- 1429 AH: 10 ianuarie 2008
- 1430 AH: 29 decembrie 2008
- 1431 AH: 18 decembrie 2009
- 1432 AH: 7 decembrie 2010
- 1433 AH: 26 noiembrie 2011
- 1434 AH: 15 noiembrie 2012
- 1435 AH: 4 noiembrie 2013
- 1444 AH: 30 iulie 2022
- 1445 AH: 19 iulie 2023